# 尊寶法親王
尊寶法親王（1804年7月25日—1832年10月9日），俗名惇德，幼名聰宮，是日本江戶時代後期的法親王，生父母是伏見宮貞敬親王及入江誠子，伏見宮邦家親王的同母弟和梨本宮守脩親王的異母兄。

## 經歷
聰宮最初於文化五年（1808年）三月二十為青蓮院門跡尊真法親王的附弟，七天後成為光格天皇的養子。文化八年（1811年）九月二十一日接受親王宣下，賜名惇德，次年（文化九年、1812年）三月出家，法號尊寶，至文化十二年（1815年）十二月敘二品。同時，他在文化十二年十二月到天保三年（1832年）九月擔任天台座主。
尊寶法親王於辭任天台座主次日去世，院號後蓮華壽院。